# Edu Marangon
Edu Marangon (* 2. únor 1963) je bývalý brazilský fotbalista a reprezentant.

## Reprezentační kariéra
Edu Marangon odehrál 9 reprezentačních utkání. S brazilskou reprezentací se zúčastnil turnaje Copa América 1987.

## Statistiky
| Brazílie | Brazílie | Brazílie |
| Roky     | Záp.     | Góly     |
| -------- | -------- | -------- |
| 1987     | 8        | 1        |
| 1988     | 0        | 0        |
| 1989     | 0        | 0        |
| 1990     | 1        | 0        |
| Celkem   | 9        | 1        |